# Faraj ben Salim

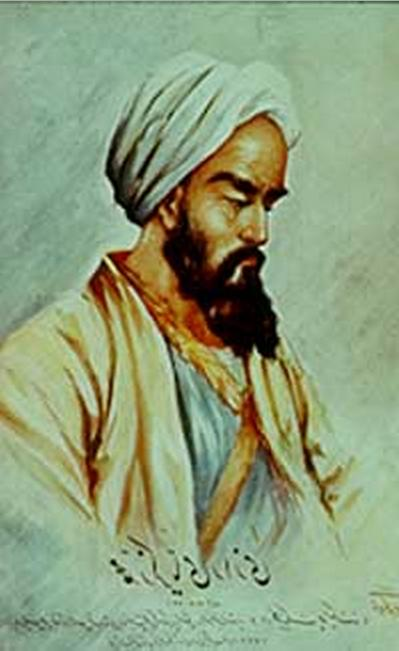

## Biographie
Le premier Faraj connu, fut aussi  nommé Ferragu ou Faraj ben Sali. Vivant au XIIIe siècle, Moshé  Faraj (d’Agrigente) fut le médecin personnel et le traducteur officiel du roi de Sicile, Charles Ier d’Anjou. C’est pour ce monarque  qu’il traduisit de l’arabe en latin plusieurs traités de médecine, dont le Liber continens, Al Hawi, en arabe, une encyclopédie médicale écrite par le célèbre Al Razi. Cette traduction donna tant de satisfaction  à Charles Ier qu’il fit figurer le portait de Moshé Faraj à côté  du sien sur le manuscrit original enluminé par le père Giovanni, de Monte  Cassino, le plus célèbre enlumineur de l’époque. Il a été engagé par Charles Ier de Sicile en tant que traducteur d'ouvrages médicaux de l'arabe en latin. À ce titre, il a rendu un grand service à la médecine en faisant en 1279 une traduction latine de l'encyclopédie médicale d'al-Razi, Al-Hawi (imprimée plus tard en 1486, sous le titre Continens, avec un glossaire par le traducteur).

## Source de la traduction
- (en) Cet article est partiellement ou en totalité issu de l’article de Wikipédia en anglais intitulé « Faraj ben Salim » (voir la liste des auteurs).